# Centrum handlu ryżem Dōjima
Centrum handlu ryżem Dōjima (jap. 堂島米会所 Dōjima-kome-kaisho) lub Rynek ryżowy Dōjima (jap. 堂島米市場 Dōjima-kome-ichiba) – giełda ryżu i innych towarów w Osace. Jedno z dwóch (obok 

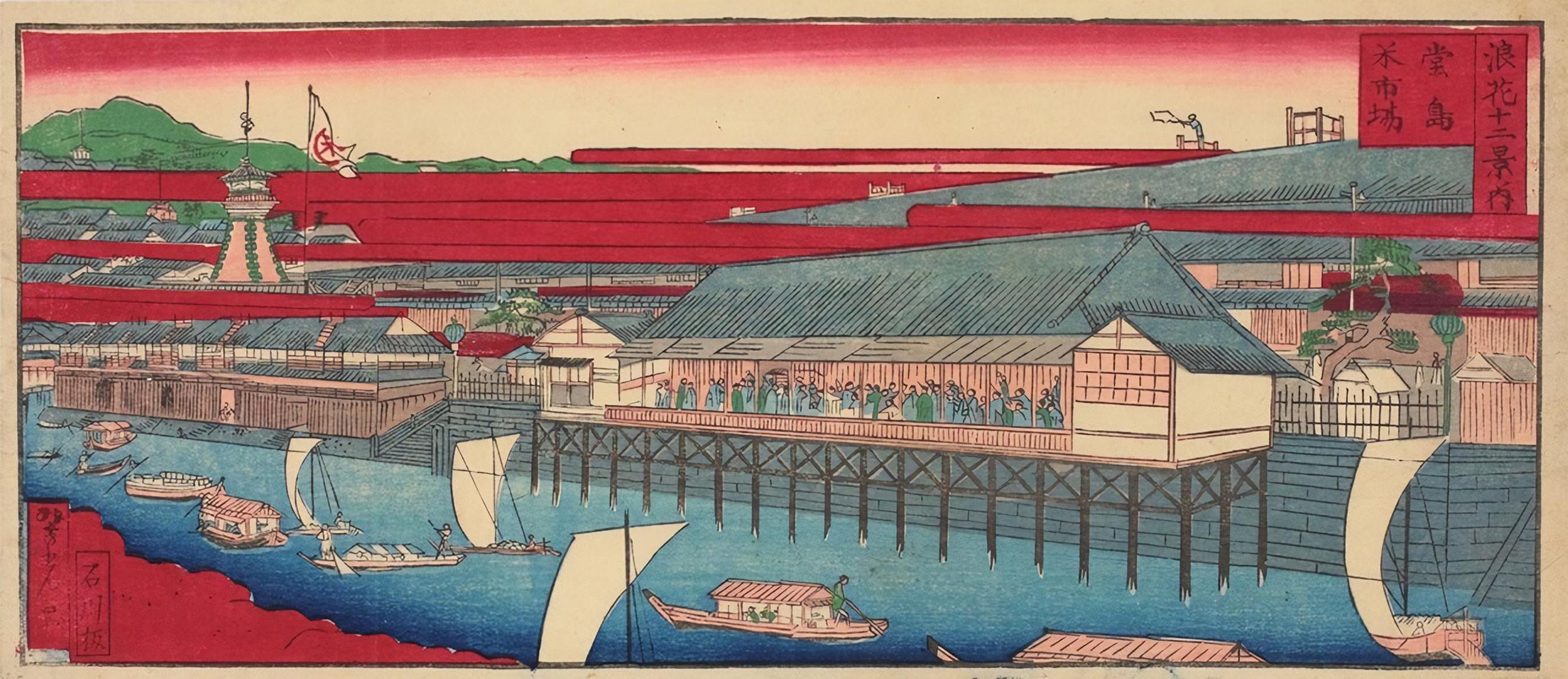
Centrum handlu ryżem Dōjima ukiyo-e autorstwa Yoshimitsu Sasaki

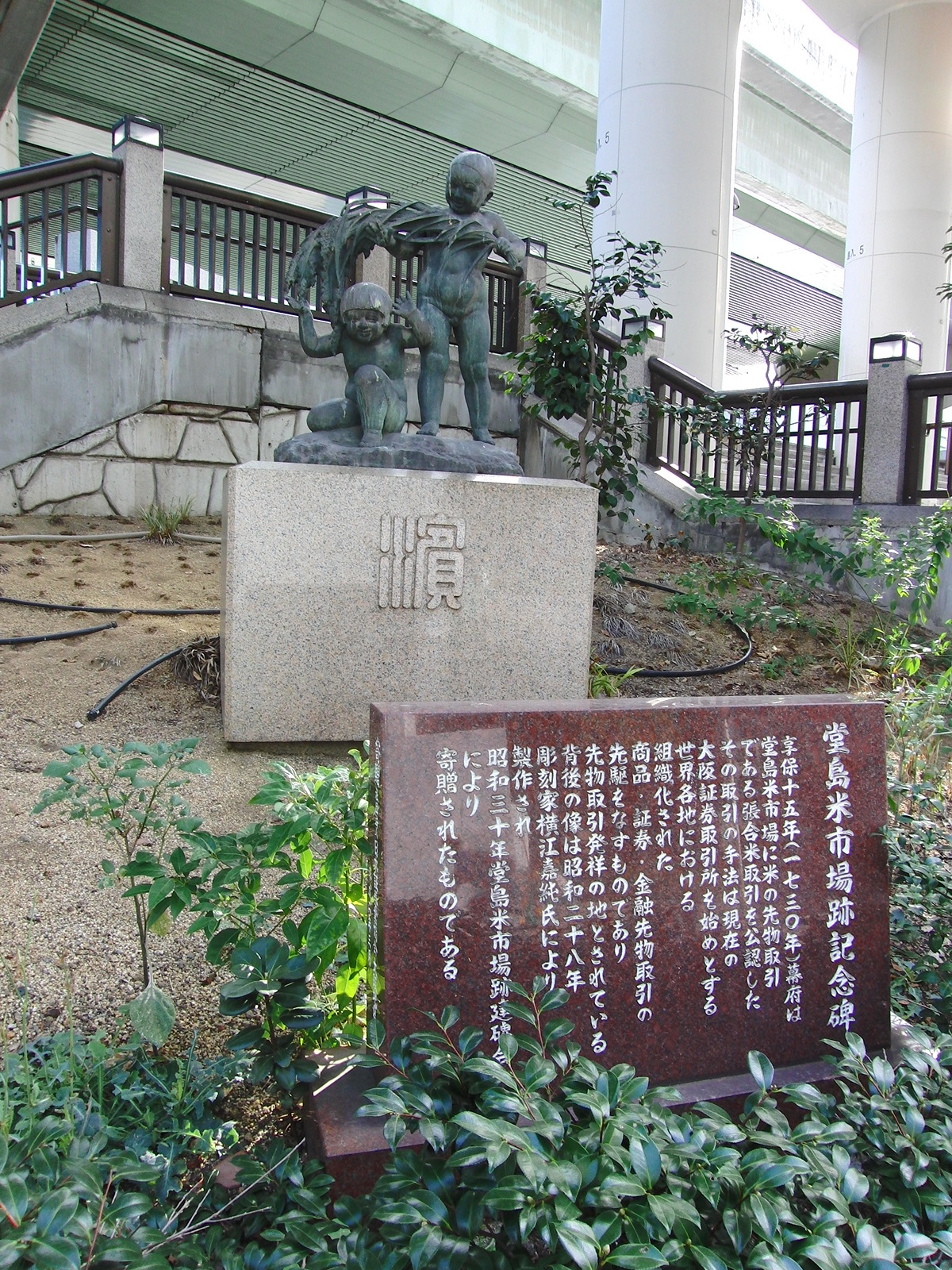
Pomnik wymiany ryżu w Dojima

Edo) głównych centrów finansowych i wymiany towarowej w okresie Tokugawa w Japonii. 
Centrum utworzono w 1697 r. w celu usprawnienia systemu operacji handlowych i finansowych pomiędzy hurtownikami wiejskimi, przedstawicielami domeny sioguna i poszczególnych daimyō oraz kupcami. Był to jeden z przejawów kształtowania się jednolitego, ogólnokrajowego systemu ekonomicznego, obejmującego wymianę towarów i dokonywanie transakcji finansowych. Proces ten doprowadził do wzrostu znaczenia i bogactwa klasy kupieckiej. Tak rozpoczął wówczas swoją działalność m.in. ród Mitsui, początkowo jako wytwórca sake, a następnie przedsiębiorstwo kredytowe oraz kantor wymiany ryżu (był to wówczas środek wymiany obok złota, srebra i miedzi; także jednostka podatkowa) i pieniędzy (zaczęto stosować różnego rodzaju papiery wartościowe i papierowe środki płatnicze).    
Od 1773 r. nadzór nad giełdą Dōjima sprawował siogunat. Znajdowały się tam magazyny ryżu i innych towarów oraz kantory wymiany. Każda prowincja posiadała oddzielny magazyn, co ułatwiało zbieranie podatków. Możliwość zawierania transakcji na giełdzie miały tylko osoby posiadające licencję wydaną przez władze centralne. W 1723 r. na giełdzie działało 500 licencjonowanych handlarzy ryżu "rice traders" i 800 licencjonowanych brokerów "rice brokers".
Podstawą do stworzenia giełdy była sytuacja wewnętrzna w Japonii, a w szczególności sposób obrotu ryżem. Daimyō, właściciele ziemscy, otrzymywali podatki w formie ryżu od swoich poddanych. Ryż ten transportowali do miast, gdzie składowali go w wyznaczonych magazynach znajdujących się na terenie giełd, które były w zarządzaniu rice brokers. Pobierali oni za składowanie ryżu opłaty oraz pośredniczyli w sprzedaży. 
Na początku XVIII wieku największą giełdą w Japonii była właśnie giełda Dōjima w Osace, a maklerzy ryżowi stworzyli monopolistyczny system, który dyktował ceny w całym regionie Kansai, a nawet w Edo. W tym okresie wprowadzono także system kontraktów terminowych (jap. nobe-torihiki; ang. commodity futures), transakcji zobowiązujących kupującego do zakupu towaru określonego dnia w przyszłości, o ustalonej wcześniej cenie.
Centrum handlu i finansów Dōjima zamknięto w 1939 roku.
Na giełdzie do przedstawiania wykresów cen używano wykresów świecowych, które dopiero w XX wieku zostały przedstawione zachodniej cywilizacji.